# Callulina kreffti
Callulina kreffti és una especie de rana de la familia Microhylidae que vive en zonas montañosas de Tanzania y Kenia, entre los 300 y los 2200 m s. n. m. de altitud.
Se encuentra amenazada de extinción por la pérdida de su hábitat natural.